# 短鰭短鰓燈魚
短鰭短鰓灯鱼（学名：Nannobrachium regale）为輻鰭魚綱燈籠魚目灯笼鱼科的其中一種。分布于北太平洋區，包括日本北海道、鄂霍次克海、白令海等海域，為深海魚類，棲息深度可達3400公尺，體長可達18.3公分。

## 外部連結
短鰭短鰓灯鱼的圖片 （页面存档备份，存于）